# Liste der Monuments historiques in Cumières
Die Liste der Monuments historiques in Cumières führt die Monuments historiques in der französischen Gemeinde Cumières auf.

## Liste der Objekte
| Bezeichnung                         | Beschreibung                                                               | Standort                              | Kennzeichnung | Schutzstatus | Datum | Bild |
| ----------------------------------- | -------------------------------------------------------------------------- | ------------------------------------- | ------------- | ------------ | ----- | ---- |
| Prozessionsstab Johannes der Täufer | Holz, 18. Jahrhundert                                                      | in der Kirche St-Jean-Baptiste (Lage) | PM51002629    | Inscrit      | 1977  |      |
| Prozessionsstab Heiliger Vinzenz    | Holz, 18. Jahrhundert                                                      | in der Kirche St-Jean-Baptiste (Lage) | PM51002632    | Inscrit      | 1977  |      |
| Marienaltar                         | linker Seitenaltar; Altartisch und Skulptur Madonna; Holz, 18. Jahrhundert | in der Kirche St-Jean-Baptiste (Lage) | PM51002631    | Inscrit      | 1977  |      |
| Prozessionsstab Madonna mit Kind    | Holz, 18. Jahrhundert                                                      | in der Kirche St-Jean-Baptiste (Lage) | PM51002633    | Inscrit      | 1977  |      |
| Kruzifix                            | Holz, 15. oder 16. Jahrhundert                                             | in der Kirche St-Jean-Baptiste (Lage) | PM51002630    | Inscrit      | 1977  |      |